# ГЕС Wahleach
ГЕС Wahleach — гідроелектростанція на південному заході Канади у провінції Британська Колумбія, за вісім десятків кілометрів від східної околиці Ванкувера. Використовує ресурс із Wahleach Creek (Jones Creek), лівої притоки Фрейзер, яка впадає до протоки Джорджія у зазначеному місті.
У межах проекту в 1951-1952 роках Wahleach Creek перекрили земляною спорудою висотою 21 метр та довжиною 418 метрів. Вона збільшила площу природної водойми з 2,8 км2 до 4,9 км2 та утворила резервуар з корисним об’ємом 60,5 млн м3, що досягається коливанням рівня між позначками 623,3 та 641,6 метра НРМ. В 1993-1994 греблю підсилили на випадок потужної повені, наростивши її висоту на 1,6 метра.
Окрім власного стоку, до сховища організували перекидання додаткового ресурсу зі струмка Boulder Creek (впадав праворуч до Wahleach Creek дещо нижче від резервуару). Для цього останній перекрили греблею висотою 3,5 метра та довжиною 180 метрів, котра спрямувала воду до короткого дериваційного каналу.
Зі сховища на захід під водорозділом з долиною Фрейзер прокладено дериваційний тунель довжиною 4,2 км, який на завершальному етапі переходить у напірний водовід довжиною 0,5 км.
Машинний зал обладнали однією турбіною типу Пелтон потужністю 60 МВт, яка при напорі до 620 метрів забезпечує виробітку 245 млн кВт-год електроенергії на рік.
Відпрацьована вода по тунелю довжиною 85 метрів відводиться у Фрейзер.
Управління станцією здійснюється дистанційно із диспетчерського пункту у Ванкувері.